# Medúlla
Medúlla – piąty album studyjny islandzkiej piosenkarki Björk, wydany w sierpniu 2004 przez wytwórnię One Little Indian.
Płyta zawiera 14 utworów, 15 w wersji japońskiej. Na płycie tej artystka i inni śpiewają prawie wyłącznie a cappella, prawie zupełnie bez żadnych instrumentów, oprócz fortepianu użytego podczas „Ancestors” i gongu użytego podczas „Pleasure is All Mine”. Nawet ta atmosferyczna „mgła”, którą jest „Desired Constellation”, została skonstruowana samplingiem głosu Björk, śpiewającej I'm not sure what to do with it w piosence „Hidden Place” z jej poprzedniego albumu Vespertine.
Tekst utworu „Sonnets/Unrealities XI” jest adaptacją wiersza amerykańskiego poety E.E. Cummingsa.

## Utwory
1. Pleasure Is All Mine – 3:26
2. Show Me Forgiveness – 1:23
3. Where Is the Line – 4:41
4. Vökuró – 3:14
5. Öll Birtan – 1:52
6. Who Is It (Carry My Joy on the Left, Carry My Pain on the Right) – 3:57
7. Submarine – 3:13
8. Desired Constellation – 4:55
9. Oceania – 3:24
10. Sonnets/Unrealities XI – 1:59
11. Ancestors – 4:08
12. Mouth's Cradle – 4:00
13. Miðvikudags – 1:24
14. Triumph of a Heart – 4:04
15. Komið (dodatkowy utwór na płycie wydanej w Japonii, dostępny poprzez iTunes) – 2:02

## Single
- „Oceania” (skomponowany na otwarcie XVIII Igrzysk Olimpijskich w Atenach)
- „Who Is It (Carry My Joy on the Left, Carry My Pain on the Right)”
- „Triumph of a Heart”
- „Where Is the Line”
- „Desired Constellation”